# Коможе (Великопольське воєводство)
Коможе (пол. Komorze, нім. Niederland) — село в Польщі, у гміні Нове-Място-над-Вартою Сьредського повіту Великопольського воєводства.
Населення — 310 осіб (2011).
У 1975-1998 роках село належало до Познанського воєводства.

## Демографія
Демографічна структура станом на 31 березня 2011 року:
|          | Загалом | Допрацездатний вік | Працездатний вік | Постпрацездатний вік |
| -------- | ------- | ------------------ | ---------------- | -------------------- |
| Чоловіки | 162     | 45                 | 112              | 5                    |
| Жінки    | 148     | 26                 | 98               | 24                   |
| Разом    | 310     | 71                 | 210              | 29                   |